# Pałac Marmurowy w Petersburgu
Pałac Marmurowy (ros. Мраморный дворец) – jeden z pierwszych klasycystycznych pałaców zbudowanych w Petersburgu. Wzniesiony w latach 1768–1785 według projektu Antonio Rinaldiego. Położony na 1. Wyspie Admiralicji, przy ul. Milionowej, pomiędzy Polem Marsowym a Nabrzeżem Pałacowym. 

## Historia
Budowę pałacu rozpoczął w 1768 r. Grigorij Orłow, faworyt cesarzowej Katarzyny II. Dla niego Antonio Rinaldi zaprojektował rezydencję w prostym stylu klasycystycznym. Pałac zwrócony miał być jedną z elewacji ku Newie, drugą zaś – na Łąkę Carycy, ogród spacerowy urządzony przez carycę Elżbietę. Elewacje rezydencji oraz jej wnętrza zostały wyłożone 32 gatunkami marmuru.   
Grigorij Orłow nie doczekał jednak końca prac budowlanych, zmarł w 1783 r., a niedokończona rezydencja została wykupiona przez skarb państwa na użytek dworu. Od 1797 r. do śmierci 12 lutego 1798 w pałacu mieszkał Stanisław August Poniatowski, ostatni król Polski. 
Pałac był następnie rezydencją kolejno wielkiego księcia Konstantego Pawłowicza, Konstantego Nikołajewicza i Konstantego Konstantynowicza. Stąd od 1849 r. funkcjonował pod nazwą Pałacu Konstantynowskiego. Konstanty Konstantynowicz, mecenas kultury i sztuki, organizował w nim spotkania z poetami i artystami, w pałacu wystawiano również sztuki teatralne, które pisał wielki książę. 
Po rewolucji październikowej, między listopadem 1917 a marcem 1918 r. pałac zajmował ludowy komisariat pracy. Następnie w latach 20. i 30. XX wieku w budynku mieściła się Państwowa Akademia Historii Kultury Materialnej oraz Towarzystwo związków kulturalnych z zagranicą. W 1937 r. w pałacu urządzono Muzeum Lenina, jedną z filii Państwowego Muzeum Lenina w Moskwie.      
Budynek został poważnie uszkodzony podczas blokady Leningradu. Jego odbudowa odbywała się etapami: w latach 1951–1955 i 1970–1980 restaurowane były fasady, w latach 1974–1975 przywrócono pierwotny wygląd paradnej Sali Marmurowej, zaś w latach 1979–1980 – reprezentacyjnej klatki schodowej.        
W 1991 r. Muzeum Lenina przestało funkcjonować, a budynek został przekazany Państwowemu Muzeum Rosyjskiemu. Przed Pałacem Marmurowym ustawiono pomnik cara Aleksandra III, pierwotnie (na pocz. XX w.) znajdujący się na Placu Znamieńskim.      